# Merantih Baru
Merantih Baru is een bestuurslaag in het regentschap Sarolangun van de provincie Jambi, Indonesië. Merantih Baru telt 2472 inwoners (volkstelling 2010).